# Weston (Colorado)
Weston es un lugar designado por el censo ubicado en el condado de Las Ánimas en el estado estadounidense de Colorado. En el Censo de 2010 tenía una población de 55 habitantes y una densidad poblacional de 6,85 personas por km².

## Geografía
Weston se encuentra ubicado en las coordenadas 37°8′45″N 104°52′6″O / 37.14583, -104.86833. Según la Oficina del Censo de los Estados Unidos, Weston tiene una superficie total de 8.03 km², de la cual 8.03 km² corresponden a tierra firme y (0%) 0 km² es agua.

## Demografía
Según el censo de 2010, había 55 personas residiendo en Weston. La densidad de población era de 6,85 hab./km². De los 55 habitantes, Weston estaba compuesto por el 67.27% blancos, el 0% eran afroamericanos, el 16.36% eran amerindios, el 0% eran asiáticos, el 0% eran isleños del Pacífico, el 14.55% eran de otras razas y el 1.82% pertenecían a dos o más razas. Del total de la población el 72.73% eran hispanos o latinos de cualquier raza.